# Torre Arias (metrostation)
Torre Arias is een metrostation in het stadsdeel San Blas-Canillejas van de Spaanse hoofdstad Madrid. Het station werd geopend op 18 januari 1980 en wordt bediend door lijn 5 van de metro van Madrid.